# 제미니 1호
제미니 1호(영어: Gemini 1)는 제미니 계획의 일환으로 1964년 4월 8일에 발사된 미국 항공우주국의 무인 우주선이다. 제미니 계획의 최초 비행 기체이며, 무인으로 발사되었다.

## 개요
미소간의 우주선 개발 경쟁이 한창이던 1960년대 중반, 미국은 머큐리 계획에 계속되는 유인 우주 비행 계획으로서 제미니 계획을 추진하였다. 제미니 우주선은 머큐리 계획의 우주선과는 달리 2인승 우주선이며, 새로운 발사 로켓으로 선정된 타이탄 II GLV 로켓과의 적합성 시험이나 통신·추적 시스템을 포함한 각종 시험을 행하는 것이 제미니 1호의 목적이었다.
비행 계획은 궤도를 3회 돌 뿐이며, 로켓의 제2단에서 분리되고, 회수 계획도 없었다. 제미니 1호에는 생명 유지 장치는 장착되지 않았고, 대신에 밸러스트가 탑재되었다. 내열 실드에 대해서는, 큰 구멍을 4곳에 뚫어 대기권 재돌입 시에 기체가 파괴되도록 하였다. 기내에는 원격 측정 장치가 장착되어 기압·진동·가속도·온도 등의 계측을 행했다. 발사 로켓인 타이탄 II GLV는 당시 미국 공군이 개발을 완료한 지 얼마 되지 않은 대륙간 탄도 미사일·타이탄 II를 전용(轉用)한 것이며, 당시에는 아직 신뢰성이 낮았고, 시험 중에 배선이 합선된 곳이 발견되는 등, 몇 개의 문제가 발생하였다.

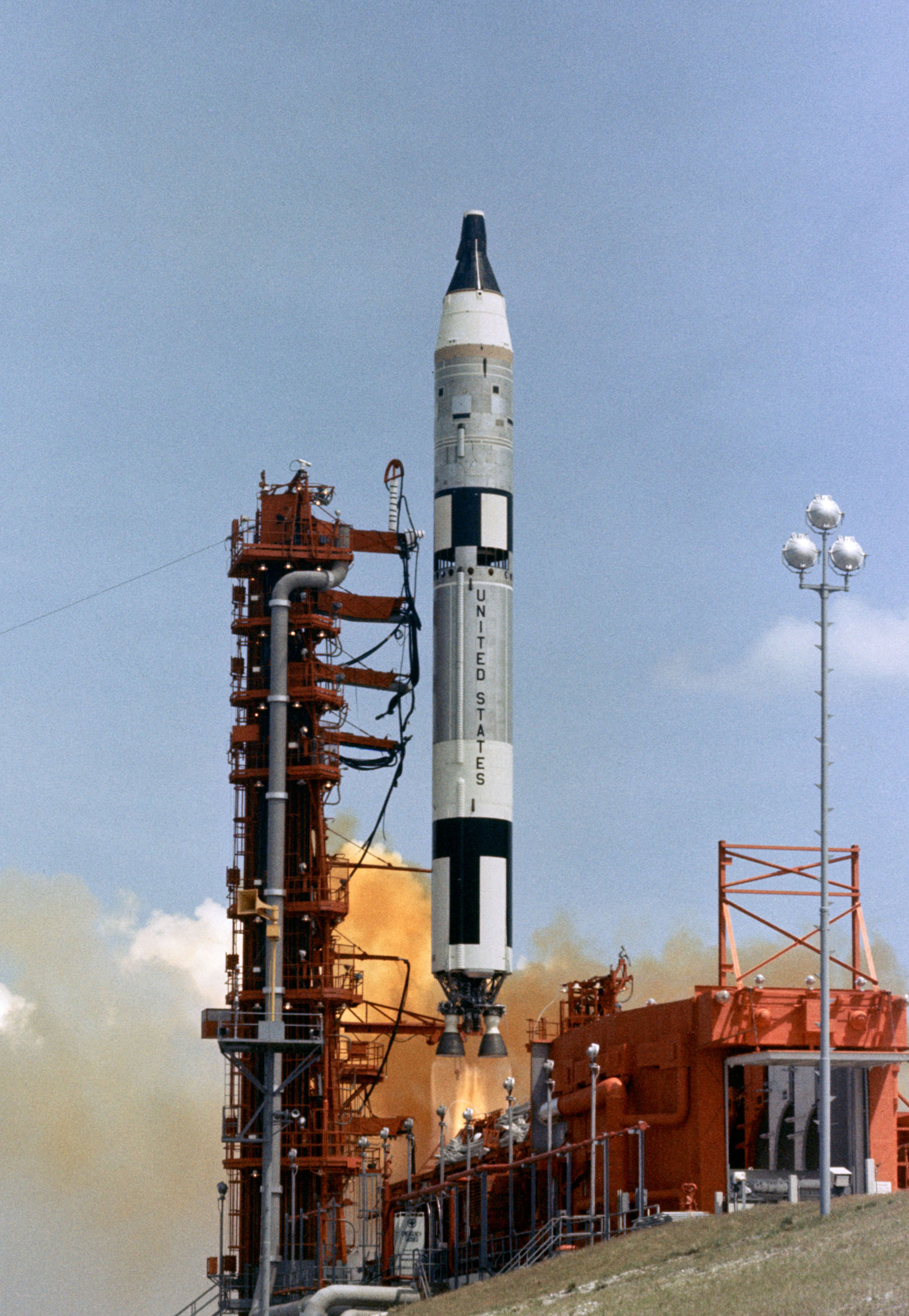
제미니 1호의 발사

## 비행
제미니 1호는 1964년 4월 8일에 발사되었다. 제1단은 발사 2분 반 후 고도 64 km 의 지점에서 분리되었다. 이 직후 약 3초간의 통신 두절이 있었지만, 이것은 제2단의 점화로 기체 주변의 대기가 이온화되었기 때문이며, 이후의 제미니 계획의 로켓에서도 관측되었다. 제미니 1호는 발사 5분 반 후에 궤도에 도달했다. 예정에서는 원지점이 299 km였지만, 속도가 너무 빨라 원지점은 320 km 의 고도가 되었다.
궤도를 3바퀴 돌고, 예정된 시험은 모두 종료되었다. 재돌입을 위한 역분사 계획은 없었고, 제미니 1호는 여전히 타이탄 2호의 제2단에 장착된 채로 발사 3일 후에도 궤도 상에 있었다. 제미니 1호는 대기 저항에 의해 궤도가 저하, 1964년 4월 12일에 남대서양 해상에 낙하할 때까지 유인 우주 비행 네트워크(MSFN; Manned Space Flight Network)에 추적되었다. 미국 국방부는 제미니 1호를 지원하기 위해 인원 5,176명과 항공기 11기, 함정 3척을 투입히였다.